# 컁
컁(Kiang, 학명: Equus kiang)은 티베트에 서식하는 야생 나귀로, 오나거와는 다른 종이다. 주로 고산지대에 분포하며 4아종이 존재한다.